# Strigno
Strigno és un antic municipi italià, dins de la província de Trento. L'any 2007 tenia 1.462 habitants. Limitava amb els municipis de Bieno, Ivano-Fracena, Pieve Tesino, Samone, Scurelle, Spera i Villa Agnedo.
L'1 de gener 2016 es va fusionar amb els municipis de Spera i Villa Agnedo creant així el nou municipi de Castel Ivano, del qual actualment és una frazione.

## Administració
| Període | Identitat         | Partit        |
| ------- | ----------------- | ------------- |
| 2005-   | Claudio Tomaselli | Llista cívica |